# Premier ministre de Croatie
Le Premier ministre, de Croatie (croate : Predsjednik Vlade Republike Hrvatske, littéralement « président du gouvernement de la république de Croatie ») est le chef du gouvernement de Croatie depuis 1990. Le pays étant sous un régime de république parlementaire, il détient la majeure partie du pouvoir exécutif.
L'actuel titulaire est, depuis le 19 octobre 2016, le conservateur Andrej Plenković (HDZ).

## Nomination

### Le mandataire
Après la proclamation des résultats des élections législatives, le président de la République confie le mandat de former le gouvernement à la personne qui, au vu de la répartition des sièges à la Diète (Sabor) et des résultats de ses consultations, bénéficie du soutien de la majorité absolue des députés. Dans les faits, le chef de l'État choisit le président du parti ou le chef de la coalition ayant remporté le scrutin.
Une fois désigné, le mandataire dispose d'un délai de trente jours pour présenter aux députés la composition et le programme de son gouvernement. Il demande ensuite à la Diète de lui accorder sa confiance par un vote.

### Investiture parlementaire
À l'issue du vote, si la confiance est accordée à la majorité absolue des parlementaires, le mandataire et ses ministres désignés prêtent serment devant l'assemblée, puis le président de la République nomme officiellement le Premier ministre par un décret, contresigné par le président de la Diète.

### Échec
Si, à l'expiration du délai imparti de trente jours, le candidat désigné par le chef de l'État n'est pas en mesure de se présenter devant les députés, son mandat de formation peut être prorogé, pour trente jours au maximum. Passé cette échéance, si le mandataire n'est toujours pas capable de former ou proposer un gouvernement majoritaire, le président confie son mandat à une autre personne.
Dans le cas où aucun candidat ne serait en mesure d'honorer sa mission, le chef de l'État nomme un gouvernement intérimaire non-partisan et convoque des élections législatives anticipées.

## Pouvoirs et fonctions

### Vis-à-vis du gouvernement
Le Premier ministre représente le gouvernement de Croatie, dont il convoque, préside les réunions, et signe les actes officiels. La nomination des autres ministres doit être contresignée par le président de la Sabor. À titre exceptionnel, le président peut autoriser un vice-Premier ministre (Potpredsjednik Vlade) à le remplacer, et désigne en outre un vice-président qui sera systématiquement chargé de son intérim en cas de vacance ou d'empêchement.
Il a la capacité de déléguer une partie de ses pouvoirs, donner des instructions de travail spécifiques, confier des missions particulières et permettre l'exécution de projets spécifiques, en relation avec le programme du gouvernement, avec les votes de la Diète ou les engagements internationaux de la Croatie, aux vice-présidents et aux ministres. 
Tous sont, conjointement, responsables des décisions prises collégialement par le gouvernement, et individuellement des décisions prises dans leur domaine de compétences.

### Rapports avec le président de la République
Le Premier ministre propose et/ou contresigne nombre d'actes et décisions du président de la République (Predsjednik Republike), conformément au régime parlementaire en vigueur dans le pays.
Il doit ainsi contresigner la convocation d'un référendum par le chef de l'État, la décision de ce dernier d'ouvrir une mission diplomatique, un poste consulaire, d'accréditer des représentants diplomatiques, de recourir aux forces armées en cas de danger grave et imminent pour l'indépendance, l'intégrité et l'existence du pays, proposer et contresigner, dans un tel cas de figure, les décrets ayant force de loi, contresigner la désignation des chefs des services de renseignement et le décret de dissolution de la Diète.

## Incompatibilités
À l'instar des autres ministres, le Premier ministre ne peut exercer aucune fonction, à titre public ou privé, sans l'autorisation du gouvernement. 

## Fin de mandat
Le mandat du Premier ministre prend fin en cas de décès, de démission acceptée par le président de la République, de rejet d'un vote de confiance, ce qui vaut pour l'ensemble du cabinet, ou du vote d'une motion de censure à la majorité absolue des députés, à titre personnel ou contre l'ensemble du gouvernement.

## Titre
En croate, le chef du gouvernement porte le titre officiel de predsjednik Vlade (littéralement « président du gouvernement »), en français « Premier ministre »,, dont l'équivalent littéral en croate, premijer, est régulièrement employé dans les médias croates. À noter qu'avec l'arrivée au pouvoir de Jadranka Kosor, il est fait usage du féminin « premijerka ».

## Liste des titulaires
Le premier titulaire fut Stjepan Mesić, durant quelques mois en 1990, tandis que Josip Manolić a été le premier Premier ministre de la Croatie indépendante, pendant trois semaines en 1991 Le record de longévité est détenu par le titulaire actuel Andrej Plenković. Jadranka Kosor est devenue la première femme à exercer ces fonctions. Sur les douze personnes ayant occupé ce poste depuis sa fondation, dix faisaient partie de l'Union démocratique croate (HDZ). Tihomir Orešković est le premier titulaire à n'appartenir à aucun parti politique.